# Bajrak (rejon mirhorodzki)
Bajrak (ukr. Байрак) – wieś na Ukrainie, w obwodzie połtawskim, w rejonie mirhorodzkim, w hromadzie Wełyka Bahaczka. W 2001 liczyła 449 mieszkańców.